# Liste der Monuments historiques in Couffé
Die Liste der Monuments historiques in Couffé führt die Monuments historiques in der französischen Gemeinde Couffé auf.

## Liste der Bauwerke
| Bezeichnung             | Beschreibung                           | Standort | Kennzeichnung | Schutzstatus | Datum | Bild |
| ----------------------- | -------------------------------------- | -------- | ------------- | ------------ | ----- | ---- |
| Château de la Villejégu | Schloss, erbaut im 17./18. Jahrhundert | (Lage)   | PA00108597    | Inscrit      | 1984  |      |